# Transports en Grèce
 (avril 2008).
Cet article présente diverses informations sur les infrastructures de transport en Grèce.

## Chemins de fer
(estimations 2006)

total : 2548 km

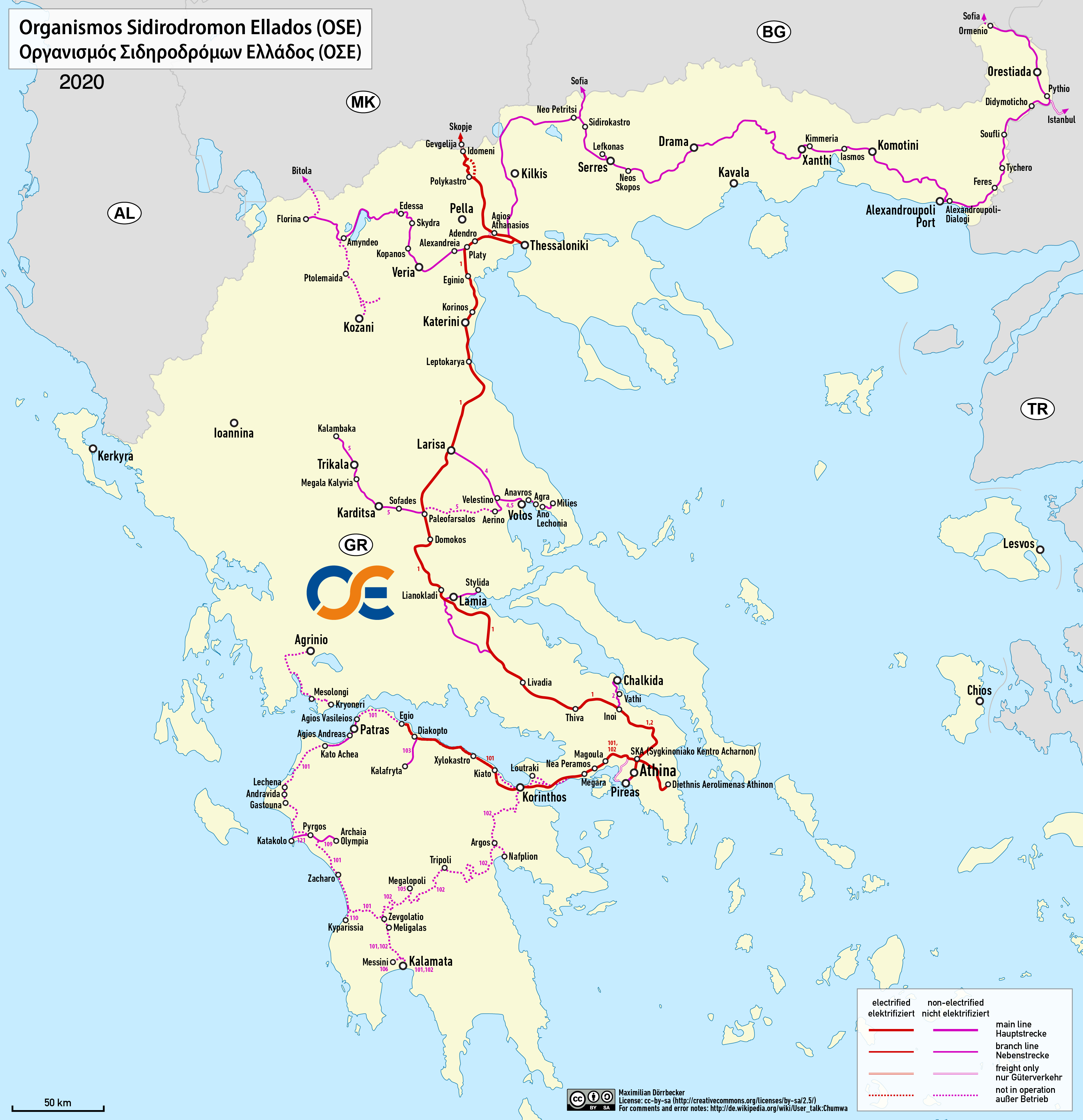
Réseau ferré en Grèce.

 à voie normale (1,435 m) : 1565 km  (83 km électrifiés en courant alternatif 25 kV 50 Hz ; 408 km à double voie; 23 km à double écartement normal et métrique)

 à voie étroite : 961 km à écartement métrique essentiellement dans le Péloponnèse; 22 km à écartement de 0,750 m (chemin de fer à crémaillère de Diakofto à Kalavryta).
- Compagnie de chemin de fer nationale : Organismós Sidirodrómon Elládos (OSE).
- Ville dotée d'un réseau de métro : Athènes, Thessalonique en construction.
- Ville dotée d'un réseau de tramway : Athènes.

## Routes
total : 117 000 km

revêtues : 107 406 km (dont 1030 km d'autoroutes - estimation 2006)

 non revêtues : 9594 km (1996)
À noter : Le pont Rion-Antirion relie le Péloponnèse à la Grèce continentale. C'est le pont suspendu le plus long du monde (tablier suspendu de 2250 m de long). Il franchit le golfe de Corinthe en cinq travées de 500 m supportées par quatre piles gigantesques appuyées sur le fond marin. Le consortium chargé de sa construction fut piloté par Vinci. 

## Voies navigables
80 km ; le réseau comprend trois canaux côtiers ; le canal de Corinthe, 6,3 km (ouvert en janvier 1893), qui traverse l'isthme de Corinthe, reliant le golfe de Corinthe et le golfe Saronique, ce qui raccourcit de 325 km le trajet par mer entre l'Adriatique et le port du Pirée ; et trois cours d'eau isolés.

## Téléphérique
Sur l'île de Santorin, un téléphérique relie depuis 1979 le port de Firá au centre-ville de cette localité.

## Conduites
Oléoducs : brut 26 km; produits raffinés 547 km

## Ports
Alexandroupolis, Eleusis, Héraklion (Crète), Kavala, Corfou, Chalkis, Igoumenitsa, Laurion, Patras, Le Pirée, Thessalonique, Volos

## Marine marchande
Total : 779 navires (de 1000 tonneaux ou plus de jauge brute) totalisant 24 744 872 tonneaux (43 734 138 tonnes de port en lourd).

 Navires par catégories : vraquiers 273, cargos 60, chimiquiers 22, vrac combiné 5, minéraliers 8, porte-conteneurs 43, gaz liquéfié 5, cargos polyvalents 1, passagers 12, cargos mixtes 2, pétroliers 245, cargos réfrigérés 3, navires rouliers 19, passagers à courte distance 75, citerniers spécialisés 4, transport de véhicules 2 (1999)
Les armateurs grecs détiennent une flotte très importante (environ 20 % de la flotte de commerce au niveau mondial, 40 % au niveau européen), mais seule une petite partie est immatriculée en Grèce. La plus grosse part circule sous pavillon de complaisance, immatriculée dans des pays comme le Liberia, Panama, Chypre, Malte ou les Bahamas.

## Aéroports
La Grèce dispose d'environ 80 aéroports en 1999.
Aéroports- avec pistes en dur :

total : 64

de plus de 3000 m : 6

de 2500 à 3000 m : 15

de 1500 à 2500 m : 18

de 1000 à 1500 m : 17

de moins de 1000 m : 8.
- L’Aéroport international d’Athènes Elefthérios-Venizélos, à Spáta, est situé à 27km au sud-est du centre-ville.
- Compagnie aérienne nationale : Olympic Airlines.

Aéroports- avec pistes en herbe :

total : 16

de plus de 3000 m : 1

de 1500 à 2500 m : 1

de 1000 à 1500 m : 2

de moins de 1000 m : 12 
Héliports:
2 (1999)